# Озеров, Пётр Иванович (дипломат)
Пётр Иванович Озеров (1833—1901) — тайный советник, гофмейстер, дипломат.

## Биография
Родился в Берлине в семье действительного тайного советника, дипломата Ивана Петровича Озерова (1806—1880) от брака с графиней Розалией Васильевной Шлиппенбах (1808—1871).
C 1857 на службе в Министерстве иностранных дел. Состоял при российской миссии в Лиссабоне, которую возглавлял его отец.
В 1860 младший секретарь миссии в Стокгольме, в 1868 — старший секретарь миссии в Копенгагене, в 1871 старший, затем 1-й секретарь миссии в Штутгарте.
С 8.04.1884 — генеральный консул во Франкфурте-на-Майне. 31.12.1884 произведён в действительные статские советники.
C 1.02.1895 министр-резидент в Гессен-Дармштадте.
Скончался в 1912 в Висбадене от атеросклероза сосудов.

## Семья
Жена — Екатерина Михайловна Пашкова (1832—1910), дочь генерала М. В. Пашкова.

## Награды
- Орден Святой Анны 2-й степени с императорской короной[3]
- Орден Святого Станислава 1-й степени (24.04.1888)
- Орден Святого Владимира 3-й степени[3]
- Медаль «В память войны 1853—1856»[3]
- Орден Саксен-Эрнестинского дома кавалерский крест 1-го класса (18.10.1883)
- Орден Вюртембергской короны командорский крест (королевство Вюртемберг, 3.07.1884).
- Орден Христа командорский крест (королевство Португалия)[3]
- Орден Непорочного зачатия Девы Марии Вила-Висозской командорский крест (королевство Португалия)[3]
- Орден Саксен-Эрнестинского дома командорский крест 1-го класса[3]